# Aars
Aars è un centro abitato della Danimarca situato nel comune di Vesthimmerland, nella regione dello Jutland Settentrionale. Si trova nell'entroterra della regione geografica dello Himmerland circa 35 a sudovest di Aalborg.

## Storia
Fino al 1º gennaio 2007 la cittadina è stata capoluogo del comune omonimo situato nella contea dello Jutland Settentrionale.

## Monumenti e luoghi di interesse
Il Museumscenter Aars riunisce le collezioni del Vesthimmerlands Museum e del Himmerlands Kunstmuseum, vi si trova una copia del calderone di Gundestrup che fu ritrovato nel 1891 in una torbiera a circa 2 km dalla cittadina, l'originale si trova al Museo nazionale danese a Copenaghen.